# Opalfilm
Opalfilm, auch Opalkopie, ist ein Spezialfilm für die elektronische Gravur des Druckzylinders im Tiefdruck. Typisch ist der weiß eingefärbte Schichtträger aus Polyester, der mit lichtempfindlichem Silberhalogenid beschichtet wird. Silberhalogenide werden aufgrund ihrer Lichtempfindlichkeit ebenfalls in der Analogfotografie verwendet. Durch Einwirken von Licht wird das Silberkation zu elementarem Silber reduziert und es entsteht ein Schwarzweißbild.
Der Opalfilm ist ein maßhaltiges Material zur Aufsichtsabtastung im Helio-Klischographen. Auf dem Abtastzylinder wird der Opalfilm mit dem positiven Bild optisch abgetastet. Je nach Helligkeit des gescannten Bildpunktes wird die reflektierte Lichtmenge in ein elektrisches Signal umgewandelt und an das Graviersystem gesendet.
Ab 1995 werden die Signale vom Computer digital verarbeitet. Vom Computer wird das elektromagnetische Graviersystem angesteuert und ein Diamantstichel graviert das Druckbild in die Kupferschicht der Druckplatte. Heute erfolgt die Datenübertragung aus einem digitalen Workflow, der meist mit PDF-Seiten beginnt und nach Belieben automatisiert werden kann. Die Gravuranlagen lesen von 1-Bit-Tiff-Dateien, die zur Abtastung verwendet werden.
Mimosa Opalfilm Professional war ein spezielles, hochempfindliches Vergrößerungsmaterial auf opaker Filmunterlage zur Herstellung von Schwarzweiß-Bildern, die sowohl für die Aufsichts- als auch für die Durchsichtsbetrachtung geeignet waren. Die Lichtschwächung durch den Schichtträger betrug etwa 25 %. Vorder- und Rückseite waren beschichtet; die Vorderseite des Opalfilms war glänzend, die Rückseite schwach mattiert.